# نادي كراسنودار
نادي كراسنودار لكرة القدم (الروسية: Футбольный клуб Краснодар) وهو نادي كرة قدم روسي من مدينة كراسنودار في روسيا و يلعب في الدوري الروسي الممتاز، تأسس في سنة 2008 وفي 2009 تأهل إلى الدوري الوطني الروسي لكرة القدم وإحتل المرتبة الثانية في 2010 ليصعد إلى الدوري الروسي الممتاز، ليحتل المركز الخامس في 2011 وإحتل المركز الثالث في موسم 2014-2015،وفاز ببطولة الدوري الروسي الممتاز 2024-25 بفارق نقطة عن الوصيف زينيت سانت بطرسبرغ، بعد فوز نادي كراسنودار على دينامو موسكو بنتيجة 3-0، ملعبهُ الرئيسي إسمه ستاد كوبان وتبلغ سعته لحوالي 32 ألف متفرج ، ويعتبر رجل الأعمال والملياردير الروسي الأرمني سيرجي غاليتسكي مالكهُ الرئيسي.